# فرانكلين كوفر
فرانكلين كوفر (بالإنجليزية: Franklin Cover)‏ مواليد 20 نوفمبر 1928 في كليفلاند، الولايات المتحدة - الوفاة 5 فبراير 2006 في إنغلوود، الولايات المتحدة، هو ممثل أمريكي بدأ مسيرته الفنية سنة 1960. امتدت مسيرته الفنية لأكثر من 39 عاما. من أعماله ذا جيفرسونز.

## روابط خارجية
- فرانكلين كوفر على موقع IMDb (الإنجليزية)
- فرانكلين كوفر على موقع ألو سيني (الفرنسية)
- فرانكلين كوفر على موقع قاعدة بيانات برودواي على الإنترنت (الإنجليزية)
- فرانكلين كوفر على موقع قاعدة بيانات الأفلام السويدية (السويدية)
- فرانكلين كوفر على موقع إن إن دي بي (الإنجليزية)
- فرانكلين كوفر على موقع قاعدة بيانات الفيلم (الإنجليزية)
- فرانكلين كوفر على موقع كينوبويسك (الروسية)